# كونستانس سميدلي
كونستانس سمدلي (20 يونيو 1881 - 9 مارس 1941) كانت كاتبة مسرحية وفنانة بريطانية، ومؤسسة أندية لايسيوم.

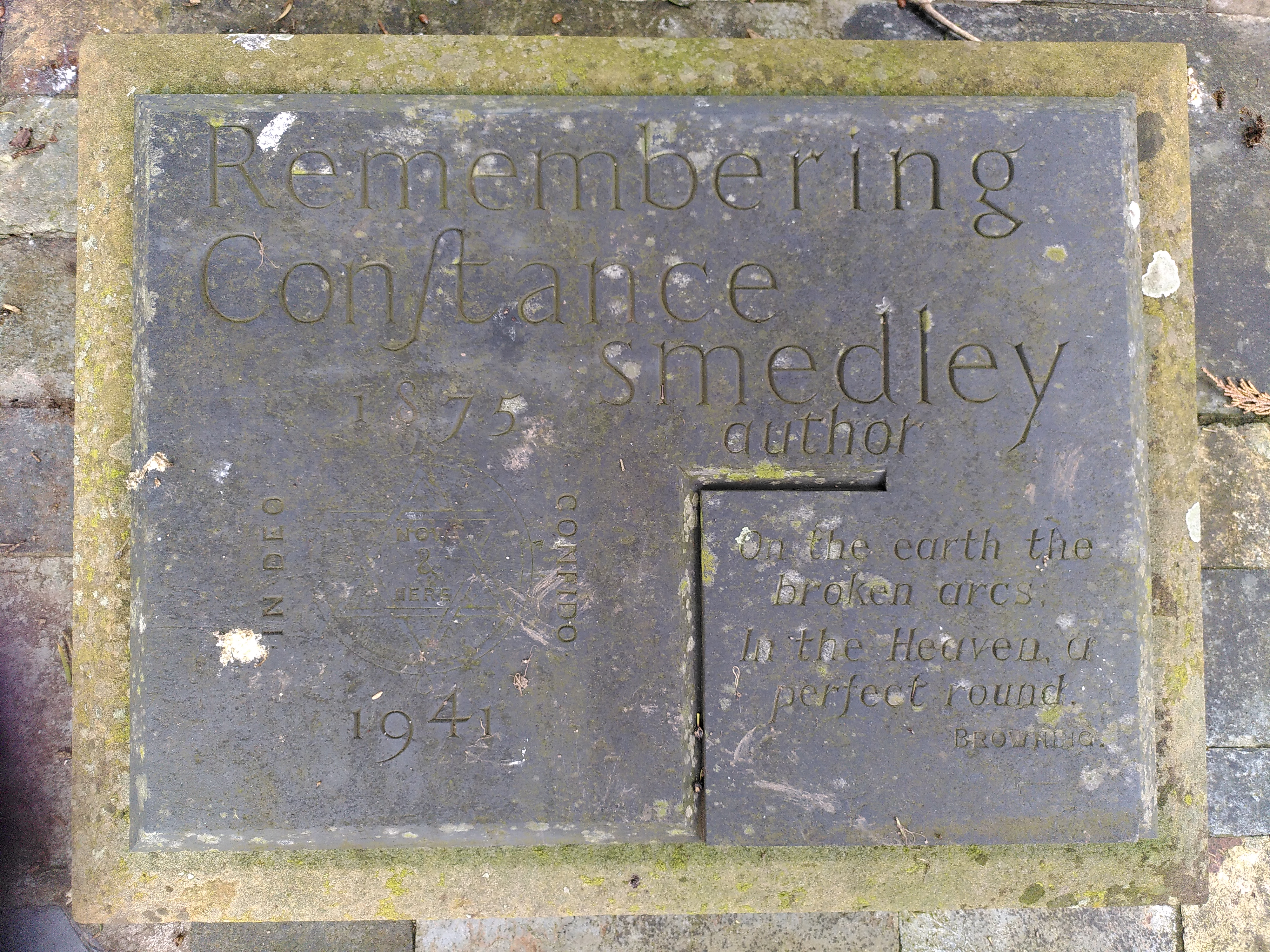
نقش القبر على قبر كونستانس سمدلي

درست في مدرسة برمنغهام للفنون. في عام 1909 تزوجت من الفنان ماكسويل آرمفيلد. أدركت أن النساء كنّ بحاجة إلى نادٍ محترم يوفر ضيافة جيدة. كانت النساء الطموحات بحاجة إلى مكان يمكنهن البقاء فيه دون الاضطرار إلى دعوة الناس إلى منازلهن. أصبحت سمدلي مؤسسة النادي الدولي لايسيوم. كان النادي في 128 بيكاديللي.
| كونستانس سمدلي معلومات شخصية | كونستانس سمدلي معلومات شخصية            |
| ---------------------------- | --------------------------------------- |
| الميلاد                      | 20 يوليو 1881 برمنغهام، المملكة المتحدة |
| الوفاة                       | 9 مارس 1941 (59 عاما) المملكة المتحدة   |
| مكان الدفن                   | كنيسة سانت لورانس، ويست ويكومب          |
| الجنسة                       | بريطانية                                |
| العائلة                      |                                         |
| الزوج                        | ماكسويل آرمفيلد                         |
| التعلم                       |                                         |
| درس في                       | مدرسة برمنغهام للفنون                   |
| معلومات مهنية                |                                         |
| المهنة                       | كاتبة مسرحية، مؤلفة                     |
| [editar datos en Wikidata]   |                                         |